# Blue Afternoon
| 전문가 평가                       | 전문가 평가 |
| 평가 점수                         | 평가 점수   |
| 출처                              | 점수        |
| --------------------------------- | ----------- |
| AllMusic                          | [ 1 ]       |
| The Encyclopedia of Popular Music | [ 2 ]       |

《Blue Afternoon》은 1969년 11월 24일에 발매된 미국의 싱어송라이터 팀 버클리의 네 번째 스튜디오 음반이다. 이 음반은 팀 버클리의 첫 번째 자체 프로듀싱 음반이자 허브 코언과 프랭크 자파의 레이블 스트레이트 레코드에서 데뷔한 음반이다. 이 음반은 드러머 지미 매디슨이 합류한 《Happy Sad》 (1969년)와 같은 뮤지션 그룹을 사용했다. 이 음반은 버클리의 이후 두 음반에 대한 가장 실험적인 작업을 예고했다.

## 배경
《Blue Afternoon》의 여러 트랙은 버클리가 이전 음반에 녹음할 계획이었지만 아직 완성하지 못한 곡들이다. 〈Chase the Blues Away〉와 〈Happy Time〉은 1968년 여름에 《Happy Sad》에 수록하기 위해 작업한 곡으로, 데모는 라이노 엔터테인먼트의 《Works in Progress》 음반에서 들을 수 있다.
《Blue Afternoon》은 스타일러와 마찬가지로 1989년 이니그마 레코드에서 미국에서 단 한 번만 CD 형식의 독립 음반으로 재발매되었다. 이후 2011년 워너 브라더스/라이노 레코드 영국에서 《Original Album Series》 박스 세트의 일부로 버클리의 LP 4장이 엘렉트라 레코드에 발매되었고, 2017년에는 팀 버클리의 첫 7장의 음반과 진행 중인 작품의 재발매가 포함된 컬렉션 《Tim Buckley - The Complete Album Collection》의 일부로 다시 한 번 리노에 의해 재발매되었다.

## 곡 목록
모든 곡들은 팀 버클리에 의해 작사/작곡하였다.
| #  | 제목                       | 재생 시간 |
| -- | -------------------------- | --------- |
| 1. | 〈Happy Time〉             | 3:15      |
| 2. | 〈Chase the Blues Away〉   | 5:14      |
| 3. | 〈I Must Have Been Blind〉 | 3:40      |
| 4. | 〈The River〉              | 5:47      |

| #  | 제목            | 재생 시간 |
| -- | --------------- | --------- |
| 1. | 〈So Lonely〉   | 3:27      |
| 2. | 〈Café〉        | 5:40      |
| 3. | 〈Blue Melody〉 | 4:55      |
| 4. | 〈The Train〉   | 7:53      |